# René Grosdidier
René Grosdidier est un homme politique français né le 14 janvier 1846 à Mauvages (Meuse) et décédé le 21 septembre 1923 à Commercy (Meuse).

## Biographie
Fils d'industriel de Commercy, il reprend l'entreprise familiale qu'il modernise et agrandit. Il est maire de la ville de 1884 à 1923 comme républicain. Il adhère à la franc-maçonnerie dans les années 1870 et finance et participe à un comité républicain du sud de la Meuse. Il finance la campagne de Henri Liouville en 1876 et 1877 et subventionne de nombreux journaux, contribuant à la naissance de l'Est Républicain en 1889 et à son édition de Bar-le-Duc en 1901. En 1887, 1898 et 1902, il finance et aide Raymond Poincaré dans sa campagne à Commercy et dans le département.
Il est conseiller général du canton de Commercy de 1895 à 1923 dont il est le vice-président, en s'étant d'abord présenté en 1889 contre un boulangiste. Il est fait chevalier de la Légion d'Honneur en 1892 alors qu'il a fait de grandes réalisations au cours de ses mandats de maire : l'adduction d'eau de la ville en 1887, la construction d'égouts, d'une usine à gaz, d'un collège de jeunes filles et l'urbanisation de certains quartiers de la ville. Il est aussi vice-président de la chambre de commerce de Bar-le-Duc, membre de la caisse syndicale et du conseil d'administration de la caisse patronale de retraites des ouvriers des Forges de France, de l'association de l'industrie et de l'agriculture françaises et officier de l'instruction publique.
En 1903, il est élu député en remplacement de Raymond Poincaré qui vient d'être élu au Sénat. Il n'entre cependant dans aucun parti ni groupe politique. Il est réélu avec difficulté en 1906 puis plus simplement en 1910. Après deux tentatives infructueuses, il est élu sénateur en 1913, en remplacement de Raymond Poincaré, élu président de la République. Il conserve son siège jusqu'à son décès en 1923. Durant la Première Guerre mondiale, il reste à Commercy où il critique la censure et les conseils de guerre.
Il est  promu officier de la Légion d'Honneur en février 1918.

## Décoration
- Officier de la Légion d'honneur (1er février 1918)
- Chevalier de la Légion d'honneur (5 juin 1892)

## Sources
- « René Grosdidier », dans le Dictionnaire des parlementaires français (1889-1940), sous la direction de Jean Jolly, PUF, 1960 [détail de l’édition]
- Dir. Jean El Gammal, François Roth et Jean-Claude Delbreil, Dictionnaire des Parlementaires lorrains de la Troisième République, Metz, Serpenoise, 2006 (ISBN 2-87692-620-2, OCLC 85885906, lire en ligne), p. 221